# كاثرين جوزيف
كاثرين جوزيف (بالإنجليزية: Kathryn Joseph)‏ هي مغنية مؤلفة بريطانية، ولدت في 31 ديسمبر 1974 في إنفرنيس في المملكة المتحدة.

## وصلات خارجية
- الموقع الرسمي